# Albert II d'Alemanya
Albert II d'Habsburg, I de Bohèmia, V d'Àustria, i II d'Alemanya (10 d'agost de 1397-27 d'octubre de 1439) va ser arxiduc d'Àustria des de 1404, i des de 1438, rei d'Alemanya, d'Hongria i de Bohèmia, i duc de Luxemburg. Tot i la brevetat del seu regnat, Albert va ser recordat com un rei estimat i amb molt potencial, que va retornar el prestigi que l'Imperi havia perdut durant el regnat dels darrers emperadors i en especial de Segimon. Va ser el primer de la dinastia Habsburg (els Àustria) a ocupar el tron germànic, que mantindrien els seus descendents durant quatre segles.
|  |                           |  |  |  |  |  |  |  |  |  |  |  |  |  |  |  |
|  | Albert I d'Alemanya       |  |  |  |  |  |  |  |  |  |  |  |  |  |  |  |
|  |                           |  |  |  |  |  |  |  |  |  |  |  |  |  |  |  |
|  |                           |  |  |  |  |  |  |  |  |  |  |  |  |  |  |  |
|  | Albert II d'Àustria       |  |  |  |  |  |  |  |  |  |  |  |  |  |  |  |
|  |                           |  |  |  |  |  |  |  |  |  |  |  |  |  |  |  |
|  |                           |  |  |  |  |  |  |  |  |  |  |  |  |  |  |  |
|  | Albert III d'Àustria      |  |  |  |  |  |  |  |  |  |  |  |  |  |  |  |
|  |                           |  |  |  |  |  |  |  |  |  |  |  |  |  |  |  |
|  |                           |  |  |  |  |  |  |  |  |  |  |  |  |  |  |  |
|  | Joana de Pfirt            |  |  |  |  |  |  |  |  |  |  |  |  |  |  |  |
|  |                           |  |  |  |  |  |  |  |  |  |  |  |  |  |  |  |
|  |                           |  |  |  |  |  |  |  |  |  |  |  |  |  |  |  |
|  | Albert IV d'Àustria       |  |  |  |  |  |  |  |  |  |  |  |  |  |  |  |
|  |                           |  |  |  |  |  |  |  |  |  |  |  |  |  |  |  |
|  |                           |  |  |  |  |  |  |  |  |  |  |  |  |  |  |  |
|  | Frederic V de Nuremberg   |  |  |  |  |  |  |  |  |  |  |  |  |  |  |  |
|  |                           |  |  |  |  |  |  |  |  |  |  |  |  |  |  |  |
|  |                           |  |  |  |  |  |  |  |  |  |  |  |  |  |  |  |
|  | Beatriu de Nuremberg      |  |  |  |  |  |  |  |  |  |  |  |  |  |  |  |
|  |                           |  |  |  |  |  |  |  |  |  |  |  |  |  |  |  |
|  |                           |  |  |  |  |  |  |  |  |  |  |  |  |  |  |  |
|  | Albert II d'Alemanya      |  |  |  |  |  |  |  |  |  |  |  |  |  |  |  |
|  |                           |  |  |  |  |  |  |  |  |  |  |  |  |  |  |  |
|  |                           |  |  |  |  |  |  |  |  |  |  |  |  |  |  |  |
|  | Lluís II de Baviera       |  |  |  |  |  |  |  |  |  |  |  |  |  |  |  |
|  |                           |  |  |  |  |  |  |  |  |  |  |  |  |  |  |  |
|  |                           |  |  |  |  |  |  |  |  |  |  |  |  |  |  |  |
|  | Lluís IV del Sacre Imperi |  |  |  |  |  |  |  |  |  |  |  |  |  |  |  |
|  |                           |  |  |  |  |  |  |  |  |  |  |  |  |  |  |  |
|  |                           |  |  |  |  |  |  |  |  |  |  |  |  |  |  |  |
|  | Albert I de Baviera       |  |  |  |  |  |  |  |  |  |  |  |  |  |  |  |
|  |                           |  |  |  |  |  |  |  |  |  |  |  |  |  |  |  |
|  |                           |  |  |  |  |  |  |  |  |  |  |  |  |  |  |  |
|  | Margarida II d'Hainaut    |  |  |  |  |  |  |  |  |  |  |  |  |  |  |  |
|  |                           |  |  |  |  |  |  |  |  |  |  |  |  |  |  |  |
|  |                           |  |  |  |  |  |  |  |  |  |  |  |  |  |  |  |
|  | Joana Sofia de Baviera    |  |  |  |  |  |  |  |  |  |  |  |  |  |  |  |
|  |                           |  |  |  |  |  |  |  |  |  |  |  |  |  |  |  |
|  |                           |  |  |  |  |  |  |  |  |  |  |  |  |  |  |  |
|  | Lluís I de Brieg          |  |  |  |  |  |  |  |  |  |  |  |  |  |  |  |
|  |                           |  |  |  |  |  |  |  |  |  |  |  |  |  |  |  |
|  |                           |  |  |  |  |  |  |  |  |  |  |  |  |  |  |  |
|  | Margarida de Brieg        |  |  |  |  |  |  |  |  |  |  |  |  |  |  |  |
|  |                           |  |  |  |  |  |  |  |  |  |  |  |  |  |  |  |
|  |                           |  |  |  |  |  |  |  |  |  |  |  |  |  |  |  |

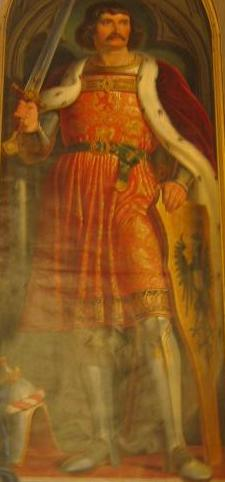
Pintura representant Albert II

Va néixer a Viena el 1397, fill del duc d'Àustria Albert IV i la seva esposa Joana Sofia de Baviera. A la mort del seu pare el 1404 va heretar el ducat d'Àustria, quan només tenia set anys. El seu oncle el duc Guillem d'Habsburg, governant de l'Àustria Interior (línia Leopoldina) va actuar com a regent i després de la seva mort el 1406 el van seguir el seu germà Leopold IV d'Habsburg que va morir el 1411. Divergències entre Leopold i els seus germans petits i els continuats intents d'aconseguir el control dels territoris de la línia albertina, va portar a una situació de pre-guerra civil. No obstant Albert, que havia rebut una bona educació, va agafar el govern d'Àustria el 1411 a la mort de Leopold, amb ajut dels seus consellers, quan només tenia 14 anys, i va aconseguir consolidar-se al tron i reconduir la situació.
El 1422 es va casar amb Elisabet de Luxemburg, la filla i hereva de l'emperador Segimon, rei de Bohèmia i Hongria i de Bàrbara de Celje. Els fills de la parella foren:
- Anna (1432-1462), futura esposa del duc de Saxònia Guillem III.
- Isabel d'Habsburg i Luxemburg (1438-1505), futura esposa de Casimir IV de Polònia, i mare del futur rei Vladislau II de Bohèmia i Hongria.
- Ladislau (1440-1457), dit Ladislau el Pòstum. Nascut després de la mort del seu pare, i futur rei d'Hongria.

Albert va col·laborar amb el seu sogre Segimon en campanyes contra els hussites, involucrant l'arxiducat d'Àustria al conflicte. A canvi Segimon el va nomenar el seu hereu.

Armes personals d'Albert, combinant l'escut austríac amb l'àguila imperial.

A la mort de Segimon el 1437 Albert va ser coronat rei d'Hongria (l'1 de gener de 1438, com a Albert I d'Hongria) i sis mesos després fou proclamat rei de Bohèmia, tot i que no va ser capaç d'aconseguir el control del país. Mentre combatria els bohemis i els seus aliats polonesos va ser escollit, el 18 de març de 1438, com a Rei dels Romans en una assemblea a Frankfurt. Albert mai havia demanat el títol i no va fer cap pas per ser nomenat emperador del Sacre Imperi, preferint que el càrrec quedés vacant.
Posteriorment es va dirigir a Hongria per defensar-la dels invasors turcs. El 27 d'octubre de 1439, mentre es trobava a Neszmély, va morir víctima d'una epidèmia. Va ser enterrat a Székesfehérvár.